# ゴールキック
ゴールキック (Goal kick) とは、サッカーの試合で攻撃側の選手が最後に触れたボールが相手側のゴールラインから外に出て、かつ得点とならなかった場合に、ゴールエリア内からのキックによって試合を再開させるルールである。

## ルール上の規定
「サッカー競技規則」第16条「ゴールキック」(Goal kick)

### ゴールキックが行われる場合
攻撃側の競技者が最後にボールに触れ、かつボールが相手側ゴールラインを完全に越えた場合で、得点とならなかった場合。なお、ゴールに入っても得点とならない場合については、他のルールにより規定される。

### 規定
- ボールは静止していなければならない。
- ゴールキックは、ゴールエリア内の任意の地点から守備側キッカーによって行われる[注釈 1]。（ゴールラインおよびゴールエリアを囲むラインはゴールエリア内である）
- キックされたボールが明らかに動いたタイミングからインプレーとなる。
- 相手側競技者は、ゴールキックが命じられてから、ボールがインプレーになるまでの間は、速やかにペナルティーエリアの外に出ようとしなければならず、かつ、ペナルティーエリア内に入ってはならない。
- ボールがインプレーになるまで、キッカー以外の競技者はボールに触れることはできない。
- ボールがインプレーになった後に、他の競技者に触れるまで、キッカーは再びボールに触れることはできない。
- キックされたボールがインプレーになる前に、競技者[注釈 2]がボールに触れ、またはボールが競技者[注釈 2]に当たった場合は、反則ではなくゴールキックのやり直しとなる[注釈 3]。
- また、ゴールキックがされた時に、ペナルティーエリア内に居た相手側競技者、またはインプレーになる前に同エリア内に入った相手側競技者は、インプレーの前後を問わず、他の競技者がボールに触れるよりも以前に、ボールに触れ、または触れようとし、その他有利となる行為をしてはならない。違反した場合、反則ではなくゴールキックのやり直しとなる。悪質な場合は警告または退場処分となる。
- ボールが正しくインプレーになる前に、諸ルールの違反やその他のファウルがあった場合、悪質な場合は警告または退場処分となり、ゴールキックが再び行われる。
- キックされたボールがコーナーポスト、ゴールポストまたはクロスバー、審判などに直接に当たったり、風に吹かれても、ルール適用に変更はない。

### キッカー
任意の守備側競技者がゴールキックを行うことが出来る。一般的にキッカーは主にゴールキーパーの場合が多いが、フィールドプレーヤーが行ってもよい。

### 反則
- インプレーになった後、他の競技者が触れる前に、キッカーが（手・腕以外で）再びボールに触れ、またはキッカーにボールが当たった場合
  - 相手側の間接フリーキックによって試合が再開される（位置は「フリーキック」を参照）。
- インプレーになった後、他の競技者が触れる前に、キッカーが意図的に手または腕で再び触れた場合
  - 反則の起きた場所が自陣側ペナルティーエリアの外側の場合、相手側の直接フリーキックで試合が再開される。
  - 反則の起きた場所が自陣側ペナルティーエリア内の場合、キッカーが自陣側ゴールキーパーの場合には相手側の間接フリーキックで試合が再開される。キッカーがそれ以外の場合、相手側にペナルティキックが与えられる。

### ゴールに入った場合
- ゴールキックされたボールが、直接、相手側ゴールラインを完全に越えて相手ゴールに入った場合には、得点となる。[注釈 4]
- ゴールキックされたボールが、直接、自陣側ゴールラインを完全に越えて自陣ゴールに入った場合には、相手側の得点にはならず、インプレーになっていなければゴールキックのやり直し、インプレーになっていれば相手側のコーナーキックとなる[注釈 5]。
- 上2つの規定は、コーナーポスト、ゴールポストまたはクロスバー、審判などに直接に当たったり、風に吹かれても、ルール適用に変更はない。

### 審判員のシグナル
ボールが明白にゴールラインを越えた場合、副審は、旗を水平にしてゴールエリアを指し示す。なお、ボールがゴールラインを越えたかどうか明白でないが、ボールが完全にゴールラインを越えた場合には、プレイが停止するまで、適宜、旗を上に上げる。ゴールキックから正しくインプレーになるまで諸ルールの違反やその他のファウルがあった場合も、プレイが停止するまで、適宜、旗を上に上げる。
主審は笛のあと（ペナルティーマークに駆け寄らずに）腕を下向きにしてゴールエリアを指し示す。

## その他
ゴールキックから直接ボールを受けた時は、オフサイドの反則は適用されない。